# Alf Martinsen
Alf Werner Martinsen, född 29 december 1911 i Lillestrøm, död 23 augusti 1988 i Lillestrøm, var en norsk fotbollsspelare.
Martinsen blev olympisk bronsmedaljör i fotboll vid sommarspelen 1936 i Berlin.